# Gabriel Attal
Gabriel Attal (n. 16 martie 1989, Clamart, Île-de-France, Franța) este un politician francez, fost prim-ministru al Franței. Membru al partidului Renașterea, Attal a urcat rapid în ierarhia politică în urma alegerii sale în Adunarea Națională din iunie 2017.

## Familia și studiile
Mama lui Gabriel Attal, Marie de Couriss (n. 1964 la Paris), este o producătoare de film franceză, descendenta principelui Dimitri Golițîn⁠(de)[traduceți] (1771-1844), guvernatorul imperial rus al Moscovei. Gabriel Attal este de confesiune creștin ortodoxă.

## Cariera politică
Emmanuel Macron, președintele Franței, l-a numit în data de 9 ianuarie 2024 în funcția de prim-ministru al Franței, înlocuind-o pe Élisabeth Borne. În vârstă de 34 de ani, Attal a devenit astfel cea mai tânără persoană, și prima persoană homosexuală declarată, care ocupă funcția de prim-ministru al Franței, precum și cea mai tânără persoană care ocupă, în prezent, funcția de șef de stat sau de guvern în lume. A fost considerat de mass-media franceză un potențial concurent la alegerile prezidențiale franceze din 2027. Gabriel Attal a fost prim-ministru al Franței până în septembrie 2024.